# Child's Play (película de 2019)
Child's Play (titulada: El muñeco diabólico en Hispanoamérica y Muñeco diabólico en España) es una película de terror de 2019 dirigida por Lars Klevberg y escrita por Tyler Burton Smith. Es un reboot de la franquicia de Child's Play. La película está protagonizada por Aubrey Plaza, Gabriel Bateman, Brian Tyree Henry, y Mark Hamill como la voz de Chucky. La historia sigue a una familia siendo aterrorizada por un muñeco de alta tecnología que se vuelve consciente de sí mismo y, posteriormente, adopta un comportamiento asesino.
El desarrollo de una nueva versión de Child's Play fue anunciado en julio de 2018, con Klevberg firmando como director bajo un guion escrito por Burton Smith, que reveló en una entrevista que se inspiró en la película de ciencia ficción de 1982, E.T., el extraterrestre. El rodaje duró de septiembre a noviembre de 2018 en Vancouver, Canadá.
Child's Play fue estrenada el 19 de junio de 2019 en los Estados Unidos por Orion Pictures a través de United Artists. La película recibió críticas mixtas a positivas, siendo elogiada por sus actuaciones, la buena combinación de terror y humor negro, historia de origen y efectos visuales pero criticada por el diseño y movimiento del muñeco. Además de esto, la película fue un éxito de taquilla, recaudando 45 millones de dólares a nivel mundial en contra de un presupuesto de 10 millones de dólares. Actualmente, una secuela se encuentra en desarrollo.

## Argumento
La empresa multinacional Kaslan Corporation acaba de lanzar a Buddi, una revolucionaria línea de muñecos de alta tecnología diseñados para ser compañeros de por vida de sus dueños, aprender de su entorno y actuar en consecuencia a ellos, convirtiéndose rápidamente en un éxito para los niños de todo el mundo. En una fábrica de ensamblaje en Vietnam, un empleado es castigado y despedido por su supervisor por trabajo insuficiente. En represalia, el empleado empieza a manipular el muñeco Buddi que está armando al desactivar todos sus protocolos de seguridad (lenguaje, seguridad y violencia), para finalmente empaquetarlo junto a varios otros en preparación para su punto de entrega internacional, antes de que logre suicidarse.
En Chicago, Illinois, la dependiente Karen Barclay (Aubrey Plaza) y su hijo de trece años con discapacidad auditiva, Andy (Gabriel Bateman), se mudan a su nuevo departamento. Intentando compensar la inquietud causada por la mudanza, así como la presencia de su nuevo novio, Shane (David Lewis), Karen chantajea a su jefe para conseguir un muñeco Buddi, presentándolo a Andy como un regalo de cumpleaños temprano. Una vez que el muñeco es activado por Andy, se nombra a sí mismo como "Chucky" (voz de Mark Hamill) y se vuelve apegado a su dueño. Con el tiempo, Chucky ayuda a Andy a hacerse amigo de otros dos niños del edificio, Falyn (Beatrice Kitsos) y Pugg (Ty Consiglio), pero también comienza a mostrar tendencias violentas como estrangular al gato de los Barclay después de que este rasguña a Andy y, una noche, mientras él y sus amigos miran alegremente una película de terror (referencia a la película The Texas Chainsaw Massacre 2), Chucky imita la violencia en la pantalla, acercándose al trío con un cuchillo de cocina antes de ser desarmado por Andy.
A la mañana siguiente, Andy vuelve a casa, sólo para descubrir que su gato está muerto; Chucky admite haberlo matado para que no lo volviera a lastimar. Karen encierra al muñeco en un armario, a pesar de las súplicas de Andy, pero él se escapa para aterrorizar a Shane, lo que lo lleva a enfrentarse a Andy, amenazándolo si no se atreve a controlar a Chucky. Después de escuchar las súplicas de Andy para que Shane se vaya, Chucky lo sigue a su casa, donde se revela que él tiene una familia y solamente ha tenido una aventura amorosa con Karen a espaldas de su esposa. Mientras Shane está afuera desactivando unas luces de Navidad, Chucky lo hace caer de las escaleras, rompiéndole las piernas y activa un cortacésped que le despelleja la cara, matándolo. Al día siguiente, Chucky le entrega el rostro desollado de Shane como regalo a un horrorizado Andy.
Mientras el detective Mike Norris (Brian Tyree Henry) y su compañera Willis (Nicole Anthony) inician una investigación, Andy, Falyn y Pugg desactivan a Chucky y lo tiran a la basura. El electricista del edificio, Gabe (Trent Redekop), encuentra al muñeco, llevándolo al sótano para prepararlo y venderlo en línea. Ahora completamente reparado, Chucky tortura y asesina a Gabe con una sierra de mesa. Regresando a la recepción, Chucky entra en posesión de otro niño llamado Omar (Marlon Kazadi) y procede a matar a Doreen (Carlease Burke), la madre de Norris, en un accidente automovilístico controlado. Mientras tanto, Andy no logra convencer a su madre de que el muñeco se ha vuelto asesino, por lo que ella lo lleva a su próximo turno de trabajo en el centro comercial Zed-Mart para mantenerlo cerca.
Sospechando que Andy es el asesino, Norris y Willis se dirigen al Zed-Mart para arrestarlo justo cuando Chucky toma el control total del edificio. El caos se desata cuando varios empleados y clientes son brutalmente heridos y asesinados por drones y cientos de muñecos Buddi pirateados, mientras que Chucky activa la secuencia de cierre del Zed-Mart. En medio de la masacre, Willis es asesinada, Norris es herido y Andy y sus amigos logran llegar a la salida, solo para que Andy se vea obligado a regresar cuando Chucky revela que está reteniendo a Karen como rehén, con la intención de matarla. Andy logra liberar a su madre mientras es atacado por Chucky, antes de apuñalar al muñeco en su fuente de poder, apagándolo por un momento, pero este despierta momentos después e intenta matarlo, pero Norris, malherido, le dispara a Chucky en el pecho con su pistola y Karen lo mata, arrancándole su cabeza. Mientras los paramédicos atienden a Karen, Norris y otros sobrevivientes a las afueras del Zed-Mart, Andy y sus amigos destruyen y queman el cuerpo de Chucky en un callejón cercano.
A raíz de la oleada de asesinatos de Chucky, Henry Kaslan (Tim Matheson), el director ejecutivo de Kaslan Corporation, emite una declaración sobre su defectuosa programación, anunciando un retiro masivo de muñecos Buddi. A medida que los muñecos están siendo retirados y almacenados, uno de ellos sonríe mientras sus ojos se vuelven rojos, revelando que Chucky logró transferir su conciencia de inteligencia artificial a un nuevo muñeco.

## Reparto
- Gabriel Bateman como Andy Barclay, el hijo de trece años con discapacidad auditiva de Karen, que entra en posesión de Chucky, un muñeco Buddi asesino.
- Aubrey Plaza como Karen Barclay, la madre viuda de Andy que se niega a creerle a su hijo que su nuevo muñeco es un asesino.
- Brian Tyree Henry como el detective Mike Norris, un detective que investiga la cadena de asesinatos de Chucky.
- Mark Hamill como la voz de Chucky, un inofensivo muñeco Buddi transformado en una despiadada máquina de matar tras haber sido reprogramado maliciosamente.
  - Hamill también interpreta a otros muñecos Buddi vistos en la película, y previamente interpretó a Chucky en un episodio de Robot Chicken.
- Tim Matheson como Henry Kaslan, fundador y director ejecutivo de la corporación Kaslan, la compañía responsable de fabricar a los muñecos Buddi.[3]
- David Lewis como Shane, el novio casado de Karen, que es cruel y abusivo con Andy.
- Beatrice Kitsos como Falyn, una de las nuevas amigas de Andy.
- Ty Consiglio como Pugg, uno de los nuevos amigos de Andy.
- Marlon Kazadi como Omar Norris, el hijo de Norris, vecino de Andy y uno de sus nuevos amigos.
- Carlease Burke como Doreen Norris, la vecina de los Barclays y madre del detective Norris
- Nicole Anthony como la detective Willis, la compañera del detective Norris.
- Trent Redekop como Gabe, el electricista del departamento de los Barclays.

## Producción
El 3 de julio de 2018, se anunció que Metro-Goldwyn-Mayer estaba desarrollando una versión moderna de Child's Play con un equipo creativo diferente al de la franquicia original. Lars Klevberg fue contratado como director, con un guion de Tyler Burton Smith (de Polaroid y Quantum Break, respectivamente). El dúo colaborativo detrás de It e It: Chapter Two, Seth Grahame-Smith y David Katzenberg, fueron contratados como productores. En septiembre de 2018, se anunció que Aubrey Plaza, Gabriel Bateman y Brian Tyree Henry serían los protagonistas. En noviembre de 2018, Beatrice Kitsos y Ty Consiglio se unieron al reparto.
El rodaje comenzó el 17 de septiembre de 2018 y terminó el 8 de noviembre del mismo año en Vancouver, Canadá. Tomas adicionales fueron realizadas entre el 15 y 16 de diciembre de 2018 y abril de 2019. MastersFX, una compañía de efectos visuales, tardó seis semanas en preparar y ensamblar siete muñecos animatrónicos prácticos, cada uno con brazos y cabezas intercambiables que realizaron una variedad de acciones requeridas en el set de filmación, con la ayuda de Pixomondo, que también proporcionó las imágenes generadas por computadora para la película. Bear McCreary compuso la partitura a través de una "orquesta de juguetes" inspirada en los "orígenes de Chucky en la juguetería" con pianos de juguete, zanfonas, acordeones, guitarras de plástico y otamatones.

En marzo de 2019, Mark Hamill anunció que se unió al reparto para expresar la voz de Chucky en la película. Seth Grahame-Smith explicó el casting de Hamill en una entrevista con Entertainment Weekly, diciendo:
"Le preguntamos, pensando que de ninguna manera aceptaría, y él aceptó. Mark fue la primera opción y, simplemente, sucedió... Quiero decir, en primer lugar, tener a un icono reinventando a un personaje icónico es un regalo increíble, y tener a un actor e intérprete de voz tan famoso como Mark Hamill, con lo talentoso que es, digo que es increíble. Está asumiendo este desafío con una gran cantidad de energía y realmente lo hace de una manera muy seria. Y es realmente impresionante verlo crear un personaje, y de alguna manera, encarnarlo. Me siento allí y veo a Mark Hamill actuando. Es simplemente increíble".

## Lanzamiento
La película fue estrenada el 21 de junio de 2019 en los Estados Unidos, siendo la primera película de Orion Pictures en ser estrenada a través de United Artists.
La película fue lanzada digitalmente el 10 de octubre de 2019, y en DVD y Blu-ray el 24 de octubre de 2019 a través de 20th Century Fox Home Entertainment.

### Publicidad
La primera imagen oficial de Chucky fue lanzada el 21 de octubre de 2018. Un póster oficial fue lanzado el 12 de noviembre de 2018, revelando que, para esta adaptación, los muñecos Good Guys serían renombrados como Buddi, haciendo referencia a los muñecos My Buddy que influyeron en el diseño del personaje original. Un símbolo WiFi sobre la "i" en "Buddi" revela las funciones de alta tecnología del personaje, siendo similar a juguetes robóticos como Furby o RoboSapien. Orion Pictures lanzó un sitio web promocional para la ficticia corporación Kaslan, antes del estreno de la película. El primer tráiler oficial de la película fue lanzado el 8 de febrero de 2019 para coincidir con el estreno de The Prodigy.
El póster teatral de la película fue lanzado el 17 de abril de 2019, con un segundo tráiler oficial siendo lanzado al día siguiente. El 16 de mayo de 2019, se subió un vídeo detrás de cámaras al canal de YouTube de Orion Pictures, mostrando cómo Chucky fue traído a la vida para la película. A partir de abril de 2019, se lanzaron varios pósteres alusivos a Toy Story 4, con Chucky asesinando brutalmente a los personajes de la franquicia animada, usando el mismo fondo de los «teaser pósteres» de Toy Story 4 debido a que ambas películas fueron estrenadas el 21 de junio de 2019. El 24 de junio de 2019, se lanzó un póster que coincidía con el inminente estreno de Annabelle Comes Home, alterando uno de los pósteres de esa película para mostrar a Chucky habiendo asesinado a la muñeca Annabelle.

## Recepción

### Taquilla
Child's Play recaudó $29.2 millones en los Estados Unidos y Canadá, con $14.2 millones en otros territorios, para una recaudación mundial de $44.9 millones contra un presupuesto de producción de $10 millones.
En los Estados Unidos y Canadá, Child's Play fue estrenado junto con Toy Story 4 y Anna, proyectándose una recaudación de entre $16 - 18 millones de 3.007 salas de cine en su primer fin de semana. La película ganó $6.1 millones en su primer día, incluyendo $1.65 millones de las preventas del jueves por la noche. Más tarde, debutó con $14.1 millones, terminando en segundo lugar detrás de Toy Story 4. La película cayó un 68.6% en su segundo fin de semana con $4.4 millones, terminando en octavo lugar.

### Crítica
En Rotten Tomatoes, la película posee una calificación aprobatoria del 63% basada en 192 reseñas, con una calificación promedio de 5.8 sobre 10. El consenso crítico del sitio dice: "Child's Play actualiza a un icono de terror de los 80 para la era del Internet de las cosas, con resultados pre-visiblemente horripilantes y generalmente entretenidos". En Metacritic, que asigna una calificación normalizada, le dio una puntuación de 47 sobre 100 a la película, basándose en 34 reseñas e indicando "críticas mixtas o promedio". Audiencias encuestadas por CinemaScore dieron una calificación promedio de "C+" en una escala de A+ a F, siendo la puntuación más baja de la serie.
Nick Allen de RogerEbert.com le dio tres de cuatro estrellas a la película, calificándola de "más desagradable, más divertida e igual de buena o mejor que la película original". Peter Bradshaw de The Guardian dio una crítica positiva de cuatro de cinco estrellas a la película, calificándola como "una historia de juguetes exquisitamente escalofriante y horripilante". Jeremy Dick de MovieWeb elogió la película, escribiendo que "Child's Play es el remake perfecto de una película de terror y ahora debería servir como un excelente ejemplo de lo que otros deben hacer. Es muy entretenida y muy divertida, y lo digo como un gran admirador de la película original".
Peter Travers de Rolling Stone le dio dos de cinco estrellas a la película, escribiendo que "'Desaparecido en acción' es la palabra para describir la originalidad perfecta de la película original... en una sátira equivocada de la era digital y el consumismo milenario". Peter Debruge de Variety también dio una crítica negativa, afirmando que "esta es la nueva normalidad para las películas de terror: los guiones deben parecer más modernos que la historia que representan, colocando a Child's Play en una extraña posición de señalar para burlarse en todas las formas por no tener sentido".

## Secuela cancelada
En la convención WonderCon de 2019, el productor Seth Grahame-Smith dijo que si la película era un éxito, le encantaría hacer una secuela. El director Lars Klevberg discutió sus ideas para una posible secuela: 

«Para mí, esto solo era tratar de hacer la mejor película posible. De igual manera, nunca presagiando ningún plan detallado de a dónde quieres ir como franquicia. Pero sí, para mí, creo que me encanta el concepto del oso Buddi».

En julio de 2020, Klevberg dijo que le encantaría hacer una secuela, pero debido a que Don Mancini había creado la serie de televisión Chucky, era poco probable.